# Mijaíl Krivonosov
Mijaíl Krivonosov (Unión Soviética, 1 de mayo de 1929-11 de noviembre de 1994) fue un atleta soviético, especializado en la prueba de lanzamiento de martillo en la que llegó a ser subcampeón olímpico en 1956.

## Carrera deportiva
En los Juegos Olímpicos de Melbourne 1956 ganó la medalla de plata en el lanzamiento de martillo, llegando hasta los 63.03 m, tras el estadounidense Harold Connolly que con 63.19 m batió el récord olímpico, y superando a su compatriota el también soviético Anatoli Samotsvetov (bronce con 62.56 m).